# フリードリヒ (アンハルト＝ベルンブルク＝シャウムブルク＝ホイム侯)

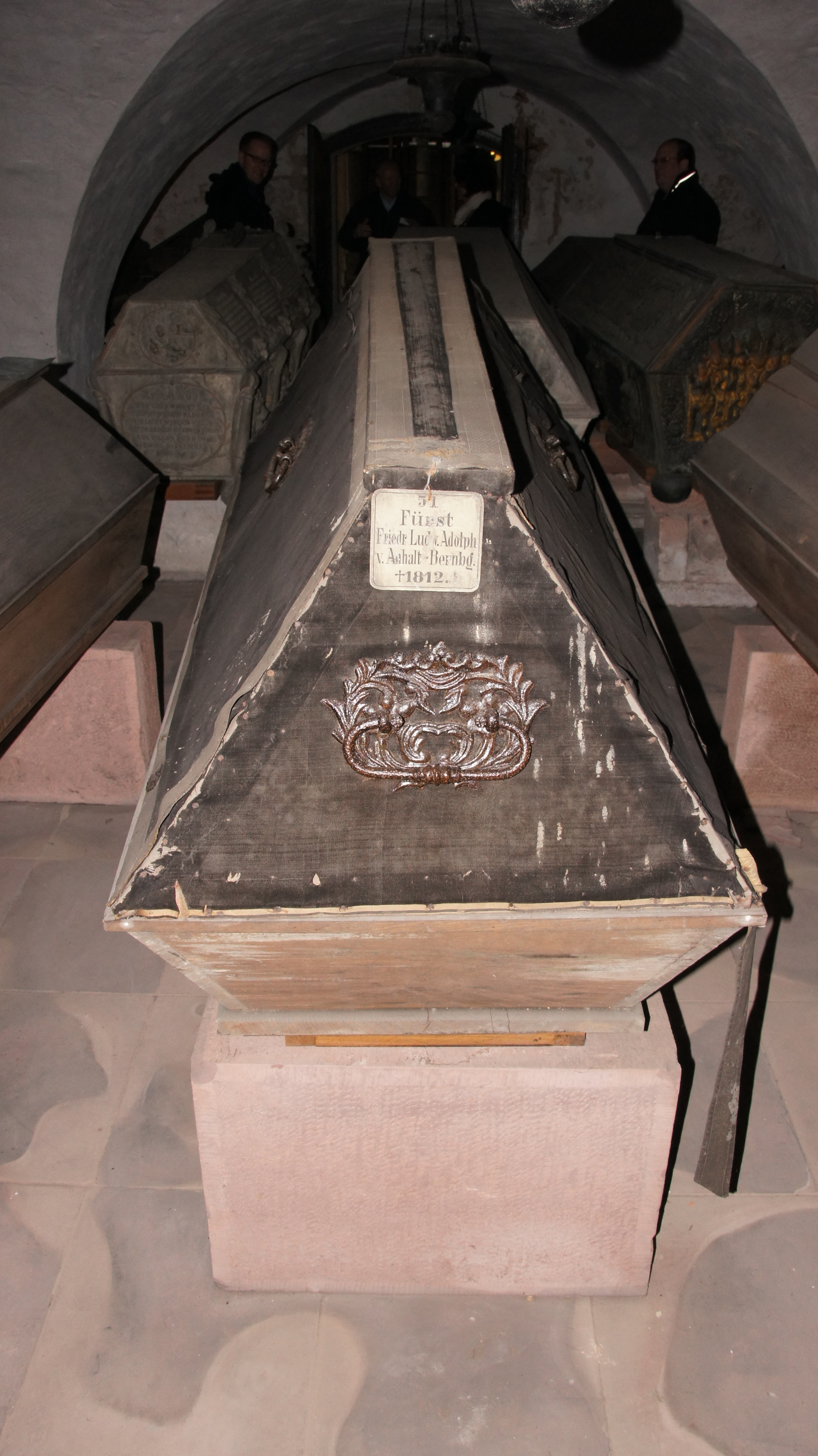
フリードリヒの棺（ホンブルク城霊廟）

アンハルト＝ベルンブルク＝シャウムブルク＝ホイム侯フリードリヒ（Friedrich, Fürst von Anhalt-Bernburg-Schaumburg-Hoym, 1741年11月29日 - 1812年12月24日）は、最後のアンハルト＝ベルンブルク＝シャウムブルク＝ホイム侯（在位：1812年4月22日 - 12月24日）。

## 生涯
フリードリヒは、アンハルト＝ベルンブルク＝シャウムブルク＝ホイム侯ヴィクトル1世と、その2番目の妃でヴェンツェル・ルートヴィヒ・ヘンケル・フォン・ドナースマルク伯爵の娘ヘートヴィヒ・ゾフィー（1717年 - 1795年）の息子として生まれた。
フリードリヒは最初オランダ軍に勤務し、第3連隊「オラニエ＝ナッサウ」の指揮官を務め、その後スウェーデン軍の少将となった。1812年に甥ヴィクトル2世の跡を継いでアンハルト＝ベルンブルク＝シャウムブルク＝ホイム侯となったが、8か月後に未婚で子女なく死去し、アンハルト＝ベルンブルクの分家であるシャウムブルク＝ホイム家は断絶した。アンハルトの分領はベルンブルク本家に戻された。シャウムブルクを含むホルツァッペル伯領などの私領は、甥ヴィクトル2世の未亡人と娘たちに譲られた。シャウムブルクを含むホルツァッペル伯領は大姪のヘルミーネの結婚によりハプスブルク家に継承された。フリードリヒは1811年12月27日にすでにホルツァッペル伯領を放棄していた。
彼はバート・ホンブルク方伯城の地下霊廟に埋葬されている。